# Adam Koczwara
Adam Jan Koczwara (ur. 13 sierpnia 1957 w Zabawie, zm. 15 lutego 2020) – polski piłkarz występujący na pozycji bramkarza, przez większość kariery związany z Cracovią, trener.

## Przebieg kariery
Koczwara był wychowankiem Górnika Wieliczka, w którym spędził lata 1972–1975. Przeniósł się następnie do występującej na czwartym szczeblu rozgrywkowym Cracovii, awansując z nią w kolejnych sezonach do trzeciej, drugiej i wreszcie w 1982 do pierwszej ligi. Przez większość czasu spędzonego w tym klubie był podstawowym golkiperem drużyny, z którą brał też udział w meczach o Puchar Polski i Puchar Intertoto. W latach 1977–1978 bronił barw trzecioligowego Wawelu Kraków. Jako gracz Pasów reprezentował Polskę w narodowym zespole juniorskim. Zakończył karierę w 1984, po spadku Cracovii z ekstraklasy. W elicie wystąpił 45 razy, a dla Cracovii łącznie w 185 oficjalnych występach. Postać Koczwary upamiętnił w dwóch swoich utworach poeta i kibic Pasów Jerzy Harasymowicz.
W latach 90. XX wieku Koczwara związał się Ogrodnikiem Śledziejowice (funkcjonującym później jako LKS Śledziejowice), gdzie pracował jako trener pierwszej drużyny (w klasie A m.in. od 2002, od 2005 i w lidze okręgowej w 2010), opiekun juniorów (awansowali oni do klasy okręgowej w tej kategorii wiekowej), trampkarzy i szkoleniowiec bramkarzy. W sezonie 2011/12 prowadził też piłkarzy Iskry Zakrzów (klasa B). Z zawodu był blacharzem. Mieszkał w Śledziejowicach. Zmarł w wieku 62 lat.

## Statystyki klubowe
| Klub     | Sezon     | Liga     | Liga  | Liga   | Puchar | Puchar | Inne  | Inne   | Suma  | Suma   |
| Klub     | Sezon     | Liga     | Mecze | Bramki | Mecze  | Bramki | Mecze | Bramki | Mecze | Bramki |
| -------- | --------- | -------- | ----- | ------ | ------ | ------ | ----- | ------ | ----- | ------ |
| Cracovia | 1975/1976 | Klasa A  | 19    | 0      | 0      | 0      | —     | —      | 19    | 0      |
| Cracovia | 1976/1977 | III liga | 26    | 0      | —      | —      | —     | —      | 26    | 0      |
| Cracovia | 1977/1978 | III liga | 18    | 0      | —      | —      | —     | —      | 18    | 0      |
| Cracovia | 1978/1979 | II liga  | 19    | 0      | —      | —      | —     | —      | 19    | 0      |
| Cracovia | 1979/1980 | II liga  | 3     | 0      | 0      | 0      | —     | —      | 3     | 0      |
| Cracovia | 1980/1981 | II liga  | 16    | 0      | 0      | 0      | —     | —      | 16    | 0      |
| Cracovia | 1981/1982 | II liga  | 29    | 0      | 2      | 0      | —     | —      | 31    | 0      |
| Cracovia | 1982/1983 | I liga   | 27    | 0      | 2      | 0      | —     | —      | 29    | 0      |
| Cracovia | 1983/1984 | I liga   | 18    | 0      | 0      | 0      | 6     | 0      | 24    | 0      |
| Ogólnie  | Ogólnie   | Ogólnie  | 175   | 0      | 4      | 0      | 6     | 0      | 185   | 0      |

## Sukcesy
Cracovia
- II liga Mistrz i awans do I ligi: 1981/82[b]
- III liga Mistrz i awans do II ligi: 1977/78[c]
- Klasa A (grupa krakowska) Mistrz i awans do III ligi: 1975/76